# Elvira Mancuso
Elvira Mancuso (Caltanissetta, isla de Sicilia, 1867 - ibidem, 1958) fue una escritora y maestra italiana. Su novela Annuzza la maestrina describe la vida de las mujeres en Sicilia. Por este trabajo, y otros escritos de Mancuso, es considerada feminista «ante litteram».

## Biografía
Elvira Mancuso nació y siempre vivió en Caltanissetta, Italia. Fue maestra de escuela primaria; como escritora fue seguidora del verismo de Giovanni Verga y Luigi Capuana.  Entre 1889 y 1891 comenzó a escribir novelas con un seudónimo masculino en la revista florentina de mujeres Cornelia. 
En 1906 escribió su obra más importante y famosa: Annuzza, la maestra. Una historia siciliana, una obra autobiográfica centrada en la condición de la mujer en Sicilia a principios del siglo XX.
También en 1906 escribió una obra en verso Resede e ortiche y, en 1907, un ensayo Sulla condizione della donna borghese in Sicilia: appunti e riflessioni. En 1990 Bagattelle, raccolta di opere varie.
Con la llegada del fascismo de Mussolini, se retiró y se dedicó exclusivamente a la enseñanza como maestra de escuela primaria.
Annuzza, la maestra. Una historia siciliana es su única novela, en ella la protagonista rechaza el matrimonio como una forma de vida, su autora expresa su aversión y rechazo a la condición de la mujer, determinada por el sistema ético y moral de la época en una Sicilia que considera mortificante y opresiva.
Esta novela fue una obra fundamental para la literatura siciliana de la época. Apareció por primera con el subtítulo Vecchia storia... inverosimile y anticipó el trabajo de los grandes narradores italianos del siglo XX. Fue recuperada por decisión de Italo Calvino y reimpresa en los años 80 por Einaudi con un prefacio de Leonardo Sciascia, pero fue reimpresa en 1990 por la editorial Sellerio.
Leonardo Sciascia escribió sobre ella: "En este libro hay muchas verdades que no envejecen".
Mancuso escribió, después de Annuzza, varios ensayos sobre la desigualdad de género en la sociedad italiana como, por ejemplo, Sulla condizione della donna borghese in Sicilia: appunti e riflessioni. Sus escritos denunciaban la domesticidad forzada y el estilo de vida rígido al que fueron obligadas las mujeres sicilianas. Elvira también abogó por la educación de las niñas, aunque también criticó a las escuelas primarias de las niñas por ser solo utilizadas para capacitar a las mujeres a lo que la sociedad italiana esperaba que vivieran.   
Murió en 1958.

## Obras
De 1889 al 1891:
- Sacrificio. Publicada en la revista femenina “Cordelia”.
- Serata in provincia. Publicada en la revista femenina “Cordelia”.
- Sogno. Publicada en la revista femenina “Cordelia”.

Dal 1906 al 1909:
- Resede e ortiche, opera in versi. Ed. Caltanissetta, 1906.
- Annuzza la maestrina, romanzo autobiografico. Ed. Caltanissetta, 1906.
- Sulla condizione della donna borghese in Sicilia: appunti e riflessioni. saggio letterario. Ed. Caltanissetta, 1907.
- Bagattelle, raccolta di opere varie, 1909.